# Maureen F. McHugh
Œuvres principales
- China Mountain Zhang

Maureen F. McHugh, née le 13 février 1959 dans l'Ohio, est une femme de lettres américaine, auteur de science-fiction et de fantasy.

## Biographie
Elle publie sa première nouvelle dans le magazine Asimov's Science Fiction en 1989. Depuis, elle a écrit quatre romans et plus de vingt nouvelles. Son premier roman, China Mountain Zhang (1992), a été nommé aux prix Hugo et Nebula, et a obtenu le prix James Tiptree, Jr. et le prix Locus du meilleur premier roman. En 1996, elle a reçu le prix Hugo de la meilleure nouvelle courte pour sa nouvelle The Lincoln Train (1995).

## Œuvres

### Romans
- (en) China Mountain Zhang, 1992Prix James Tiptree, Jr. 1992, prix Locus du meilleur premier roman 1993, prix Lambda Literary
- (en) Half the Day Is Night, 1994
- (en) Mission Child, 1998
- (en) Nekropolis, 2001

### Recueil de nouvelles
- (en) Mothers and Other Monsters, 2005
- (en) After the Apocalypse: Stories, 2011

### Nouvelles
- (en) Kites, 1989
- (en) Baffin Island, 1989
- (en) The Queen of Marincite, 1990
- (en) Render unto Caesar, 1992
- (en) Protection, 1992
- (en) The Missionary's Child, 1992
- (en) The Beast, 1992
- (en) Tut's Wife, 1993
- (en) A Foreigner's Christmas in China, 1993
- (en) Whispers, 1993
- (en) A Coney Island of the Mind, 1993
- (en) Virtual Love, 1994
- (en) Nekropolis, 1994
- (en) The Ballad of Ritchie Valenzuela, 1994
- (en) The Lincoln Train, 1995Prix Hugo de la meilleure nouvelle courte 1996, prix Locus de la meilleure nouvelle courte 1996
- (en) Joss, 1995
- (en) In the Air, 1995
- (en) Homesick, 1996
- (en) Learning to Breathe, 1995
- (en) The Cost to Be Wise, 1996
- (en) Interview: On Any Given Day, 2001
- (en) Presence, 2002
- (en) Ancestor Money, 2003
- (en) Eight-Legged Story, 2003
- (en) Frankenstein's Daughter, 2003